# اندرو موران
اندور موران (انگلیسی: Andrew Moran؛ زادهٔ ۱۵ اکتبر ۲۰۰۳) بازیکن فوتبال اهل جمهوری ایرلند است.
وی همچنین در تیم‌های ملی فوتبال زیر ۱۶ سال، زیر ۱۷ سال، زیر ۱۹ سال، و زیر ۲۱ سال جمهوری ایرلند بازی کرده‌است.